# Planície Litorânea (Piauí)
A Planície Litorânea é um dos doze Territórios de Desenvolvimento do Piauí, regiões criadas pela Lei Complementar Nº 87/2007 e ratificadas pela Lei 6.967/2017 , em que se dividem o estado para fins de planejamento político/administrativo e implementação de projetos intermunicipais entre localidades dentro do mesmo polo, além de fornecer dois assentos para os Conselhos do Governo do Piauí..

## Municípios
Municipalidades listadas em ordem alfabética:
- Bom Princípio do Piauí
- Buriti dos Lopes
- Cajueiro da Praia
- Caraúbas do Piauí
- Caxingó
- Cocal
- Cocal dos Alves
- Ilha Grande
- Luís Correia
- Murici dos Portelas
- Parnaíba

Todos este municípios também compartilham da mesma região geográfica intermediária, utilizada para fins estatísticos do IBGE (Região Geográfica Imediata de Parnaíba)  e no passado faziam parte da Microrregião do Litoral Piauiense. Além disso, Parnaíba, Luís Correia, Ilha Grande e Cajueiro da Praia fazem parte da Região Metropolitana de Parnaíba .